# Figulus orthognathus
Figulus orthognathus es una especie de coleóptero de la familia Lucanidae.

## Distribución geográfica
Habita en Mindanao (Filipinas).